# Conflicte palestino-israelià del 2017
El conficte palestino-israelià patí una forta crisi quan el cap polític del moviment islamista palestí Hamàs, Ismail Haniyeh, anuncià el 7 de desembre de 2017 una tercera intifada, fent una crida perquè comencés l'endemà, a la qual es referí com a l'alliberament de Jerusalem. Això es produí com a resposta al reconeixement pel President dels Estats Units d'Amèrica, Donald Trump, de Jerusalem com a capital d'Israel el dia anterior. El 8 de desembre, el dia que Hamàs havia cridat a iniciar la intifada, tingué lloc una jornada de protesta coneguda com a dia de la ira.

## Antecedents
Des de 1948, després de la declaració d'independència el 14 de maig d'aquell any d'Israel, els Estats Units van reconèixer i començar relacions diplomàtiques amb el nou estat a través d'una ambaixada situada a Tel-Aviv.
El 1995, el Congrés va aprovar la Llei d'Ambaixada de Jerusalem que declarava que Jerusalem havia de ser reconeguda com a capital de l'Estat d'Israel. La llei contia una disposició de renúncia presidencial que permetia al president renunciar a la reubicació de l'ambaixada durant un període de sis mesos si el president considerava que era necessari per protegir els interessos de seguretat nacional dels Estats Units.
Durant la campanya presidencial, Donald Trump es va comprometre a traslladar l'ambaixada dels Estats Units a Jerusalem. No obstant això, l'1 de juny de 2017, el president Trump va signar l'exempció de l'ambaixada. La Casa Blanca va declarar que malgrat haver signat la renúncia, el suport del president Trump a Israel no s'havia debilitat i es va mantenir amb la seva promesa de traslladar l'ambaixada.
El 26 de setembre de 2017, un palestí va obrir foc contra els guàrdies de seguretat israelians a la porta d'entrada d'Har Adar, un assentament israelià a Jerusalem a l'altre costat de la línia verda a Cisjordània. Tres guàrdies de seguretat israelians van morir i un va resultar feriti l'atacant fou abatut pels guàrdies restants.

## Mobilitzacions

### 6 de desembre
Després que Donald Trump signés el compromís de reconèixer Jerusalem (Al-Quds pels àrabs) com la capital de Palestina, Hamàs (amb el suport posterior del partit Fatah) va declarar que divendres 8 de desembre comencés un nou aixecament de la societat palestina per "negar el pla dels Estats Units de traslladar l'ambaixada de Tel-Aviv a Al-Quds i reconèixer-la com a capital d'Israel" en forma de tercera intifada.
La reacció a tal moviment no es va fer esperar i van sorgir manifestacions a ciutats com Amman, Irbid i Zarqa (Jordània), Istanbul (Turquia) i el Caire (Egipte), així com en diferents zones de Palestina com a la ciutat de Gaza, Baqa ash-Sharqiyya, Wihdat i al pas fronterer de Qalandia on la resistència palestina va obrir foc contra les tropes israelianes.

### 7 de desembre
Dijous 7 de desembre va despertar-se amb una vaga general en territori palestí altament secundada. L'escalada de tensió va augmentar fins al punt que durant les manifestacions la policia i l'exèrcit dispararen bales de goma i gasos lacrimògens contra manifestants, que al seu torn responien amb el llançament de pedres. Per tal d'intentar aturar els enfrontaments, es va desplegar a Jerusalem la guàrdia muntada. Els enfrontaments més importants es van donar a Jerusalem, Nablus, Betlem, Hebron i Ramal·làah. El balanç final de ferits dels enfrontaments, segons la Mitja Lluna Roja, va ser de 108.
Des de la Franja de Gaza, l'exèrcit israelià va confirmar que es van llençar dos míssils cap a territori israelià, però sense arribar a penetrar-hi. L'exèrcit israelià va respondre contundentment a aquests atacs, bombardejant posicions del grup Hamas a Gaza. Juan Carlos Sanz, però, en un article al diari El País, assegura que "els llançaments de coets solen ser atribuïts a les Brigades Al-Quds, la milícia de la Gihad Islàmic o a grups radicals salafistes propers al pretès Estat Islàmic".
Les crides dels líders polítics palestins al món a demostrar rebuig a la decisió de Donald Trump va tenir efecte, entre d'altres, a Jordània, Tunísia, Indonèsia, Malàisia, Turquia, Pakistan, Líban.

### 8 de desembre: «dia de la ira»
Divendres 8 de desembre, dia de descans en territori àrab, l'exèrcit israelià va mobilitzar centenars d'efectius per tot el territori ocupat. No obstant això, les protestes a Palestina van ser multitudinàries, amb centenars de milers d'assistents a Hebron, Nablus, Ramal·lah, Tulkarem, Qalqília i Jenín. Els bombardejos de l'exèrcit israelià van seguir atacant la Franja de Gaza, causant en un dels casos fins a 6 nens ferits. Segons l'ONG Mitja Lluna Roja, a Cisjordània havien atès des de l'inici de la crisi 767 persones. El balanç final de persones ferides va augmentar fins a 300 a Cisjordània i 120 a la Franja de Gaza.
Segons va confirmar el ministre de sanitat palestí, Mahmud al-Masri de 30 anys, de Khan Yunis (Franja de Gaza), i Maher Atallah de 54 anys van caure mort després que l'exèrcit israelià obrís foc real contra un grup de manifestants.
Pel que fa a l'àmbit internacional, es van realitzar manifestacions al llarg de tot el territori àrab. Les concentracions més importants van ser convocades a les grans ciutats per partits o grups musulmans, però també hi va haver d'altres manifestacions menys importants però no irrellevants d'altres grups religiosos o ideològics. Egipte, Jordània, Iraq, Bahrain, Sudan, Tunis, Pakistan, el Iemen o l'Afganistan són alguns dels països que van organitzar-ne. També es van poder veure manifestacions a ciutats d'occident com Atenes, Londres o Washington on es va realitzar una pregària davant la casa blanca.

### 9 de desembre
El dia 9 de desembre els equips de rescat trobaren la matinada del 9 de desembre de 2017 els cossos de dos membres de Hamàs, de 28 i 30 anys, que se sumaren als dos palestins morts el 8 de desembre de 2017. Addicionalment, més de tres-cents quedaren ferits a causa de bombardejos israelians, considerats pels mitjans de comunicació com a desproporcionats, a la franja de Gaza i a Cisjordània, segons un informe de l'Autoritat Nacional Palestina.
Segons l'agència de notícies Sputnik els enfrontaments de dissabte no van ser tan contundents com els del dia anterior, però contactes de la mateixa agència a la Mitja Lluna Roja van assegurar haver atès 140 persones per inhalació de gasos lacrimògens.

### 10 - 11 de desembre
Un ciutadà palestí provinent de la ciutat de Nablus va apunyalar un guàrgia de seguretat israelià en un punt de control amb un ganivet. L'home, de 24 anys, va intentar fugir però va ser abatut per les forces de seguretat israelianes i la víctima de l'atac, de 35 anys, va ser tractada a l'hospital Sharei Tsedek.
Les brigades Izz ad-Din al-Qassam, branca armada del moviment Hamàs, va animar a seguir amb la tercera intifada als palestins, que, però, diumenge i dilluns van reduir el nombre de protestes significativament, segons la policia israeliana.

### 18 de desembre
L'exèrcit israelià detingué l'activista Ahed Tamimi, encara menor d'edat, dies després d'increpar dos soldats i gravar-los en un vídeo difós globalment.

### 25 de desembre
El 25 de desembre de 2017, els militants palestins a Gaza havien disparat gairebé 30 coets cap a Israel; tot i que gairebé la meitat d'aquests van caure a Gaza, dos d'ells van infligir danys materials menors a Israel, prop de les ciutats d'Ashkelon i Sderot. Després dels atacs, Hamàs va arrestar els militants autors en un intent d'impedir una resposta militar israeliana, cosa que mai es va produir.

## Reaccions internacionals

### Israel
La reacció del govern israelià va ser totalment positiva amb el primer ministre Benjamin Netanyahu elogiant Trump i descrivint el canvi de política com "un pas important cap a la pau". Netanyahu confià que altres països també traslladarien les seves ambaixades a Jerusalem. El president israelià, Reuven Rivlin, va descriure la decisió de Trump com un "bonic regal". L'alcalde de Jerusalem, Nir Barkat, també va elogiar el moviment.

### Palestina
El president de l'Autoritat Nacional Palestina, Mahmoud Abbas, va dir que els Estats Units havien renunciat al seu paper de mediadors a la regió. El cap de negociació palestí, Saeb Erekat, va dir que "el president Trump va destruir qualsevol política de la solució de dos estats". Jabril Rajoub, un alt funcionari palestí, va anunciar que els representants palestins no es reunirien amb el vicepresident Mike Pence durant la seva propera reunió visita a la regió.
Ismail Haniyeh, líder de Hamàs, cridar a una nova intifada com a resposta a la decisió del president Trump.

### Actors regionals
Des del Líban, l'Hassan Nasral·là de Hesbol·là va animar que els món àrab i musulmà es dongués suport a una nova intifada afirmant que "la intifada necessita ser reforçada i recolzada per esferes polítiques, econòmiques i estratègiques".
Els líders talibans també van expressar la seva oposició.
Estat Islàmic va criticar els altres grups giihadistes i líders àrabs acusant-los de polititzar el conflicte per servir les agendes personals, afegint que els veïns àrabs d'Israel "envolten [Israel] de la mateixa manera que una polsera envolta el canell, protegint als jueus dels mujahideen".

### Món musulmà
El dia 13 de desembre, l'Organització per a la Cooperació Islàmica, integrada per 57 estats va reconèixer de forma unànime Jerusalem Est com la capital de Palestina, reaccionant així a la decisió de Donald Trump a reconèixer Jerusalem com a capital d'Israel. A més a més, Turquia va anunciar que desplaçaria la seva ambaixada de Tel-Aviv a la Ciutat Santa, en el que va ser un intent de guanyar influència regional.
El 10 de desembre, la Lliga Àrab va celebrar una reunió d'emergència al Caire. Després de la reunió, el secretari general de la Lliga, Ahmed Aboul-Gheit, va declarar que el canvi en la política nord-americana s'oposava al dret internacional i equivalia a la legalització de l'ocupació israeliana, qüestionant també el compromís dels EUA al procés de pau.
El rei Salman de l'Aràbia Saudita va dir que traslladar l'ambaixada nord-americana a Jerusalem era una "provocació flagrant" pels musulmans. L'Aràbia Saudita i el president egipci, Abdelfatah al-Sisi, van expressar preocupacions similars sobre la viabilitat del procés de pau.
El rei Abdullah II de Jordània va afirmar que Jordània "recolza completament als seus germans palestins en la preservació dels seus drets històrics i legals a Jerusalem i els seus esforços per establir un estat palestí independent amb Jerusalem oriental com a capital".
Iran va dir que l'anunci nord-americà violava les resolucions internacionals i podria provocar una "nova intifada". El president libanès, Michel Aoun, va dir que el canvi de política fracassaria el procés de pau. El ministre d'Afers Exteriors de Qatar va lamentar la mort de tots els que busquen la pau. El president indonesi, Joko Widodo, va condemnar la decisió i va demanar als Estats Units que reconsideressin la decisió. El primer ministre de Malàisia Najib Razak va afirmar que s'oposaven fermament a qualsevol reconeixement de Jerusalem com a capital d'Israel.

### Comunitat internacional
Nacions Unides
El Consell de Seguretat de les Nacions Unides es va reunir el divendres 8 de desembre per debatre la decisió dels Estats Units. A la reunió, els altres catorze membres del Consell de Seguretat van denunciar el moviment, però el veto dels Estats Units van impedir una resolució contrària a aquest moviment. Finalment, el dia 20 de desembre les Nacions Unides van declarar la nul·litat del canvi d'estatus de la Ciutat Santa (128 vots a favor, 9 en contra, 35 abstencions i 20 sense vot).
Unió Europea i estats membres
El líder de la política exterior de la Unió Europea, Federica Mogherini, va subratllar que tots els governs dels estats membres de la UE van reafirmar-se en el seu compromís amb un Estat palestí amb Jerusalem oriental com a capital. Mogherini va dir que les ambaixades no serien traslladades a Jerusalem mentre es discutís l'estatut final de la ciutat. També va assenyalar que l'annexió israeliana de Jerusalem oriental era una violació del dret internacional en virtut d'una resolució del Consell de Seguretat de les Nacions Unides de 1980. L'11 de desembre, Mogherini va reiterar que les nacions europees no mourien les seves ambaixades a Jerusalem.
El reconeixement de Jerusalem de Trump va rebre el suport europeu dels polítics islamòfobs. El president txec, Miloš Zeman, va dir que la resposta europea era "covarda". Geert Wilders, líder del partit feixista holandès Partit per la Llibertat, va dir que "tots els països amants de la llibertat haurien de traslladar la seva ambaixada a Jerusalem" i va declarar el seu suport a una indivisa Jerusalem. Heinz-Christian Strache, líder del Partit Liberal austríac, va manifestar el seu desig de traslladar l'ambaixada austríaca a Jerusalem.
El president francès, Emmanual Macron, va declarar que lamentava la decisió del president Trump i que França encara afavoria la solució de dos estats. El dia abans que el president Trump hagués fet el seu anunci, el president turc Recep Tayyip Erdogan va advertir que reconèixer Jerusalem com a capital d'Israel era una "línia vermella" per als musulmans. El 9 de desembre, es va informar que Erdogan i Macron treballarien junts per intentar convèncer el president Trump per revertir la seva decisió. El primer ministre britànic, Theresa May, va dir que l'anunci de Trump era "poc útil en termes de perspectives de pau a la regió", i va dir que el Regne Unit no tenia intenció de seguir el mateix camí.
Altres
Durant l'audiència general setmanal del Papa Francesc, va declarar que no podia callar i va demanar al president Trump i a totes les parts que respectessin l'estatus de Jerusalem: "Jerusalem és una ciutat única, sagrada per jueus, cristians i musulmans, on es veneren els llocs sants per a les respectives religions i té una vocació especial per la pau", "preguo al Senyor que aquesta identitat es preservi i es reforci pel benefici de la Terra Santa, l'Orient Mitjà i el món sencer, i que prevalgui la saviesa i la prudència, per evitar afegir nous elements de tensió en un món ja sacsejat i marcat per molts conflictes cruels".
El Papa Tawadros II, el cap de l'Església ortodoxa copta, va anunciar que cancel·laria una reunió programada amb el vicepresident nord-americà Mike Pence al Caire en protesta per la decisió de Trump de reconèixer Jerusalem com la capital d'Israel. Una declaració difosa per l'església va afegir que la decisió del prestentist Trump "no tenia en compte els sentiments de milions de persones àrabs".